# Cassibrós
Cassibrós, antigament anomenat Cassibrós dels Eclesiàstics, és un poble del terme municipal de Vall de Cardós, situat a la comarca del Pallars Sobirà. Des del 1847 formava part de l'antic municipi de Ribera de Cardós.
És a prop al nord-est de Ribera de Cardós, a l'esquerra de la Noguera de Cardós, arrecerat entre dues carenes que formen una raconada on s'estén el poble.
El poble té la petita església de Sant Andreu en el punt més elevat. Era sufragània de Santa Maria de Ribera de Cardós.
L'accés al poble es feia travessant el curs del riu pel Pont de Cassibrós, notable exemplar romànic fet en una sola gran arcada.

## Etimologia
Joan Coromines interpreta Cassibrós a partir de les arrels basques kartze buruz (de cara al pedregar). Es tracta, doncs, d'un altre dels molts topònims d'origen iberobasc existents en els Pirineus, i de caràcter descriptiu, ja que es refereix al pedregar ocasionat pel riu.

## Geografia

### El poble de Cassibrós
Cassibrós es troba en una raconada orogràfica a l'esquerra de la Noguera de Cardós, en un lloc arrecerat, obert només a ponent. Les cases del poble s'ordenen de forma irregular en dos carrers sinuosos, i el conjunt del poble és en un petit coster, amb l'església en lloc una mica enlairat al nord-est de la major part del poble.

#### Les cases del poble[2]
| - Casa Arnau - Casa Cotxo - Casa Ermingol - Casa Espardenyer | - Casa Gavatx - Casa Garbet - Casa Gassia - Casa Marieta | - Casa Paulí - Casa Pedro - Casa Petit - Casa Pinyol | - Casa Quelo - La Rectoria - Casa Rita | - Casa Roquet - Casa Tarraquet - Casa Vaquer |

## Història

### Edat moderna
En el fogatge del 1553, Carsibros ab Ribera declara 3 focs laics, uns 75 habitants.

### Edat contemporània
Pascual Madoz dedica un article del seu Diccionario geográfico... a Casibros. S'hi pot llegir que és una localitat amb ajuntament situada en un turó dominat per altes muntanyes, combatut principalment pels vents del nord i del sud, amb un clima fred. Tenia en aquell moment 11 cases i l'església de Sant Andreu, annexa a la de Ribera de Cardós. Hi ha diverses fonts de bona qualitat. El territori és muntanyós, pedregós i poc pla. S'hi produïa blat, ordi, moltes cireres i pastures. S'hi criava tota mena de bestiar, especialment de llana i vacum. Hi havia caça de llebres, perdius i galls fers, i pesca de truites i algunes anguiles. Comptava amb 16 veïns (caps de casa) i 97 ànimes (habitants).

## Comunicacions
Com tots els pobles de la Vall de Cardós, la seva connexió és a través de la carretera L-504. Cassibrós és a tocar de la carretera, en el punt quilomètric 10,5, al seu costat de llevant, a l'esquerra del riu (la carretera passa per la dreta).